# كيرين ماكان
كيرين ماكان (بالإنجليزية: Kerrin McCann)‏ هي منافسة ألعاب القوى أسترالية، ولدت في 2 مايو 1967 في بولي ‏ في أستراليا، وتوفيت في 8 ديسمبر 2008 في Coledale, New South Wales ‏ في أستراليا بسبب سرطان الثدي.

## وصلات خارجية
- كيرين ماكان على موقع الاتحاد الدولي لألعاب القوى (الإنجليزية)
- كيرين ماكان على موقع النتائج التاريخية لألعاب القوى الأسترالية (الإنجليزية)
- كيرين ماكان على موقع رابطة إحصائيات سباق الطريق (الإنجليزية)
- كيرين ماكان على موقع اللجنة الأولمبية الدولية (الإنجليزية)
- كيرين ماكان على موقع أوليمبيديا (الإنجليزية)
- كيرين ماكان على موقع اللجنة الأولمبية الأسترالية (الإنجليزية)